# Lago Nipissing
Il lago Nipissing (in inglese Lake Nipissing e in francese Lac Nipissing) è un lago situato in Ontario nel Canada. Copre una superficie di 873,3 km² con una profondità massima di 52 m. È situato tra il fiume Ottawa e la Georgian Bay ed è il quinto lago più grande dell'Ontario dopo il Lago Superiore, il Lago Huron, il Lago Erie e il Lago Ontario. Sulla riva nord-orientale del lago è situata North Bay, un centro abitato di 53.966 abitanti. In questo lago ci sono numerose isole.
Il nome del lago significa "grande acqua" nella lingua Algonquin.

## Galleria d'immagini

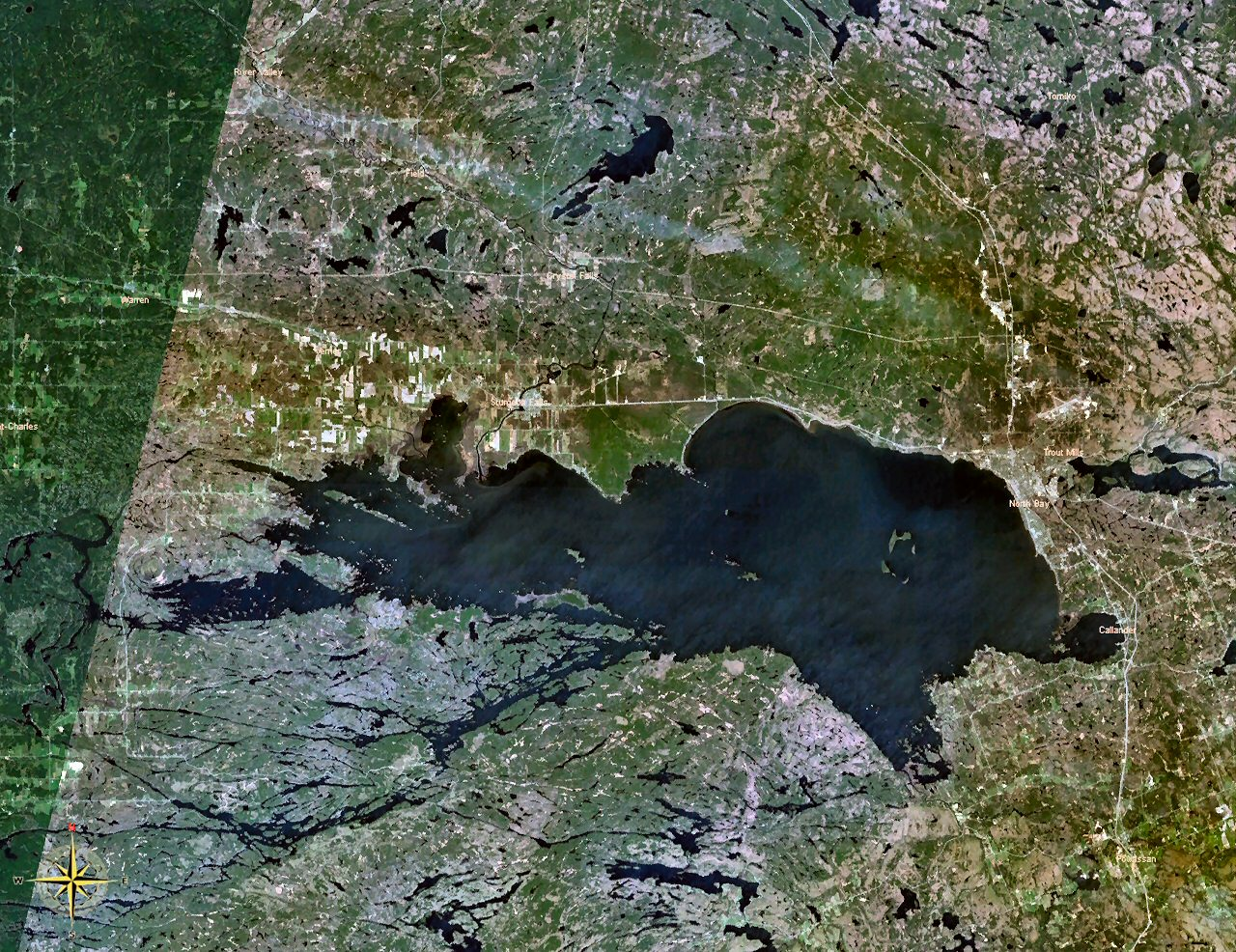
Visione satellitare del lago